# Sun Country Airlines
Sun Country Airlines è una compagnia aerea a basso costo con sede a Eagan, Minnesota e con base presso l'Aeroporto Internazionale di Minneapolis-Saint Paul-Wold-Chamberlain. La compagnia effettua rotte interne in varie zone degli Stati Uniti, e vola anche verso alre aree del "Continente Nuovo": Messico, Centro America e Caraibi.

## Storia

### Primi anni e bancarotta (1983-2008)
Sun Country fu fondata nel luglio 1982 ed iniziò le operazioni di volo nel gennaio dell'anno successivo con un solo Boeing 727-200. Lo staff iniziale della compagnia aerea era composto da sedici piloti, sedici assistenti di volo, tre meccanici e un impiegato. Un certo numero di dipendenti aveva precedentemente lavorato per Braniff International Airways, che aveva cessato le operazioni il 12 maggio 1982. Il fondatore e primo Presidente-CEO dell'azienda fu il capitano Jim Olsen, che ricoprì anche il ruolo di capo pilota. Sua moglie, Joan Smith-Olsen, fu capo assistente di volo e capo delle operazioni di volo.
Nel 1988, la sua sede si trovava sul terreno dell'aeroporto Internazionale di Minneapolis-Saint Paul. Il 1° giugno 1999 debuttarono i primi voli di linea ma nel 2001, la società sospese le operazioni a causa di problemi finanziari. Le attività furono ripristinate nell'ano seguente.
Nel luglio 2006, la compagnia aerea venne acquisita da Petters Group Worldwide e Whitebox Advisors.
In seguito alla sostituzione del CEO ad interim Jay Salmen con Stan Gadek, ex CFO di AirTran Airways, Sun Country era quasi finita in bancarotta a causa della grande recessione del 2008 e della rivelazione di frodi finanziarie. La compagnia aerea licenziò 45 dei suoi 156 piloti e ridusse il suo programma estivo a causa dell'aumento dei costi del carburante. Sun Country riferì di aver sperato di ottenere fino a 50 milioni di dollari in prestiti o altri aiuti finanziari dallo stato del Minnesota e dalla commissione aeroportuale. Nel settembre 2008 il vettore ridusse, e in alcuni casi eliminò, i voli per San Francisco e Los Angeles. Alla fine del mese, Gadek chiese un differimento della retribuzione del 50% a tutti i restanti dipendenti. Tom Petters si dimise dopo che un'indagine dell'FBI aveva scoperto che la compagnia aerea era stata soggetta di frodi finanziarie su vasta scala. Successivamente, il 6 ottobre 2008, la compagnia aerea presentò per la seconda volta istanza di fallimento ai sensi del capitolo 11.

### Ricostruzione e proprietà dei Davis brothers (2011-2017)
Nel luglio 2011, Sun Country è stata acquistata dalla bancarotta per 34 milioni di dollari dalla famiglia Davis, proprietaria di Cambria, una società di controsoffitti con sede nel Minnesota. Marty Davis, CEO di Cambria, è diventato presidente.
Nel 2015, il consiglio di amministrazione di Sun Country ha assunto Zarir Erani come presidente e amministratore delegato. La compagnia aerea ha registrato un utile netto di 27 milioni di dollari nel 2015, seguito da un calo del 41% a 16 milioni di dollari nel 2016.
Nel luglio 2017, dopo più di un anno di mancate proiezioni sugli utili mensili, Davis ha sostituito Erani come Presidente e CEO ad interim, con Erani che trasferito ad altri incarichi all'interno della società di Davis. Jude Bricker, precedentemente in Allegiant Air, è stato nominato CEO una settimana dopo le dimissioni di Erani.

### Proprietà dell'Apollo Global Management (2017-presente)
Il 14 dicembre 2017, i fratelli Davis hanno annunciato che avrebbero venduto la compagnia aerea a fondi affiliati alla Apollo Global Management con sede a New York per un importo non reso noto.
Il 17 dicembre 2019, Amazon Air ha acquistato una quota di minoranza in Sun Country da Apollo, con piani per la compagnia di operare voli cargo con il marchio Amazon Air. Poiché il modello passeggeri di Sun Country era fortemente incentrato sul tempo libero, questo accordo era progettato per aiutare a stabilizzare i ricavi durante la bassa stagione.
Nel dicembre 2019, Sun Country ha annunciato che avrebbe iniziato a operare voli cargo per Amazon. Sun Country avrebbe gestito inizialmente dieci jet cargo per Amazon Air. La compagnia aerea ha operato il suo primo volo cargo per Amazon nel maggio 2020.
Il 17 marzo 2021, Sun Country è stata quotata in borsa e quotata al NASDAQ con il ticket SNCY.

## Destinazioni
Al 2023, Sun Country Airlines volava verso 91 destinazioni gestendo più di 100 rotte nei Caraibi, Stati Uniti, Canada, Messico e America centrale. Molte destinazioni di Sun Country sono servite stagionalmente poiché la domanda cresce e diminuisce durante tutto l'anno.
La compagnia aerea fornisce inoltre servizi charter per le forze armate degli Stati Uniti e le squadre di calcio NCAA.

### Accordi commerciali
Al 2023, Sun Country ha anche accordi di interlinea con China Airlines, Condor, Emirates, EVA Air, Hawaiian Airlines e Icelandair.

## Flotta

### Flotta attuale

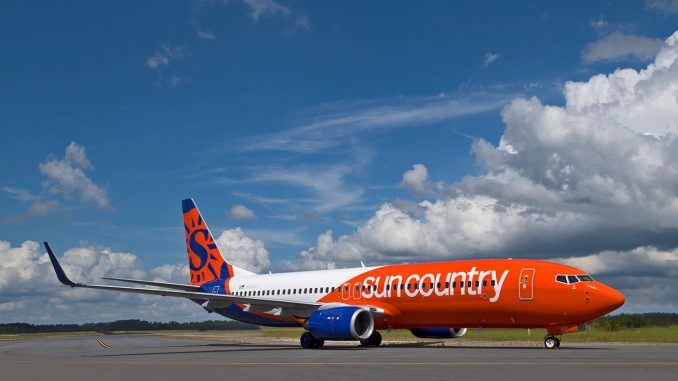
Un Boeing 737-800 nell'attuale livrea.

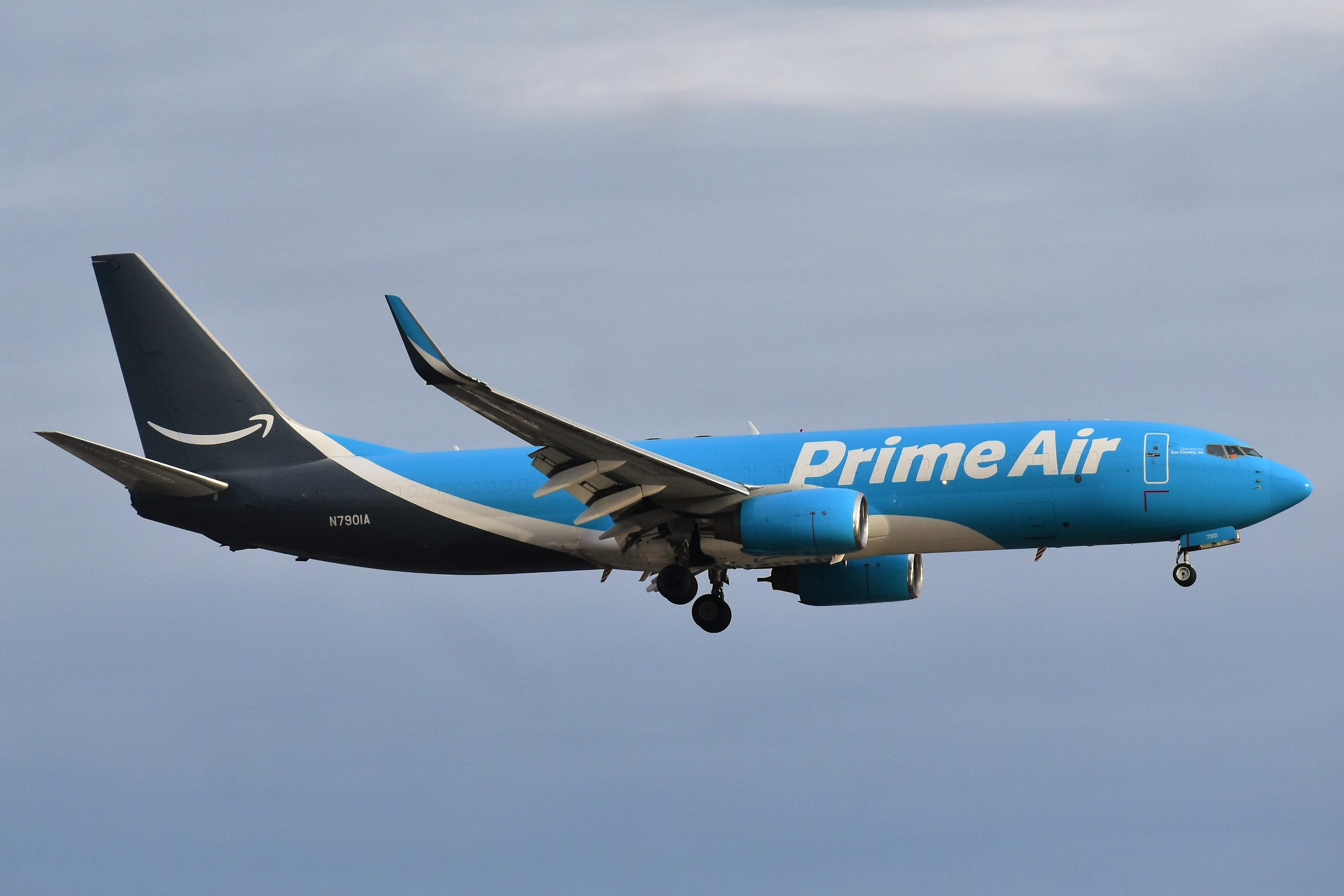
Un Boeing 737-800(BCF) nei colori delle operazioni aree di Amazon.

A giugno 2023 la flotta di Sun Country Airlines è così composta:

### Flotta storica
Sun Country Airlines operava in precedenza con i seguenti aeromobili: